# 梅伍德 (內布拉斯加州)
梅伍德（英語：Maywood）是位於美國內布拉斯加州弗蘭蒂爾縣的村。

## 人口
根據2020年美國人口普查的數據，梅伍德的面積為1.64平方千米，皆為陸地。當地共有人口262人，而人口密度為每平方千米160人。